# 인지문헌학
인지문헌학(Cognitive philology)은 인간의 정신적 과정의 산물로서 문어 텍스트와 구어 텍스트를 연구하는 과학이다. 인지 문헌학 연구는 텍스트 조사를 통해 얻은 문서적 증거를 실험 연구 결과, 특히 인지 및 생태심리학, 신경과학 및 인공지능 분야의 결과와 비교한다. "중요한 것은 텍스트가 아니라 그것을 만든 마음이다." 인지문헌학은 한편으로는 문학, 텍스트, 문헌학 분야와 다른 한편으로는 인지, 진화, 생태 및 인문 과학 전반에 걸친 연구들 사이의 소통을 촉진하는 것을 목표로 한다.
인지문헌학은 다음을 수행한다.
- 구어 및 문어 텍스트의 전파와 지식 분류로 이어지는 범주화 과정을 주로 정보 이론에 의존하여 조사한다.
- 소위 자연스러운 대화에서 이야기가 어떻게 출현하고 스토리텔링을 위한 문학적 표준의 상승으로 이어지는 선택적 과정을 주로 구체화된 의미론에 의존하여 연구한다.
- 인간의 개체 발생 및 계통 발생 발달에서 리듬과 운율이 수행하는 진화적 역할과 인지 지도 처리 중 의미론적 연관성의 관련성을 탐구한다.
- 문학 텍스트의 멀티미디어 본문비평 판본을 위한 과학적 기반을 제공한다.

이러한 연구에 헌신한 창립 사상가 및 주목할 만한 학자들은 다음과 같다.
- 앨런 리처드슨: 초기 근대 및 현대 문학에서 마음 이론을 연구한다.[2]
- 아나톨 피에르 푹사스
- 브누아 드 코르뉼리에
- 데이비드 허먼: 노스캐롤라이나 주립 대학교 영어 교수이자 듀크 대학교 언어학 겸임 교수. 그는 "Universal Grammar and Narrative Form"의 저자이며 "Narratologies: New Perspectives on Narrative Analysis"의 편집자이다.[3]
- 도메니코 피오르몬테
- 프랑수아 르카나티
- 질 포코니에르,[2] 샌디에이고 캘리포니아 대학교 인지과학 교수. 그는 실용적 척도와 정신 공간에 대한 연구를 통해 1970년대 인지 언어학의 창시자 중 한 명이었다. 그의 연구는 언어의 출현하는 구조 측면에서 개념적 통합과 개념적 매핑의 압축 영역을 탐구한다.[4]
- 훌리안 산타노 모레노
- 루카 노빌레
- 독일의 만프레드 얀
- 마크 터너
- 파올로 카네티에리

## 같이 보기
- 인공지능
- 인지 고고학
- 인지언어학
- 인지 시학
- 인지심리학
- 인지 수사학
- 정보 이론
- 문헌학